# Lijst van rijksmonumenten in Gemert
De plaats Gemert telt 35 inschrijvingen in het rijksmonumentenregister. Hieronder een overzicht.
| Object                                                                                         | Oorspronkelijke functie?  | Bouwjaar                                                               | Architect                       | Locatie                     | Coördinaten?                  | Nr.?   | Afbeelding                                                                         |
| ---------------------------------------------------------------------------------------------- | ------------------------- | ---------------------------------------------------------------------- | ------------------------------- | --------------------------- | ----------------------------- | ------ | ---------------------------------------------------------------------------------- |
| Kapel van Klooster Nazareth                                                                    | Klooster, kloosteronderdl | 1856                                                                   |                                 | Binderseind 34              | 51° 33' 8" NB, 5° 41' 3" OL   | 16048  | Meer afbeeldingen                                                                  |
| St. Jan de Doperkerk                                                                           | Kerk en kerkonderdeel     | 1437, gerestaureerd in 1853                                            |                                 | Kerkepad 4                  | 51° 33' 18" NB, 5° 40' 53" OL | 16050  | Meer afbeeldingen                                                                  |
| Onderkelderd, gepleisterd pand onder pannen zadeldak, tussen puntgevels met toppilasters       | Werk-woonhuis             | 1677 (jaartalankers)                                                   |                                 | Kerkstraat 24               | 51° 33' 20" NB, 5° 40' 53" OL | 16051  | Meer afbeeldingen                                                                  |
| Boerderij van het Noord-Brabantse langgeveltype, in gele baksteen                              | Boerderij                 | 1734                                                                   |                                 | Kromstraat 1                | 51° 32' 38" NB, 5° 41' 31" OL | 16052  | Meer afbeeldingen                                                                  |
| Armenhoef                                                                                      | Boerderij                 | vermoedelijk 15e of 16e eeuw                                           |                                 | Kromstraat 37               | 51° 32' 25" NB, 5° 41' 31" OL | 16053  | Meer afbeeldingen                                                                  |
| Tussen de nrs 24 en 26: gemetseld beeldkastje en 18e-eeuws houten mariabeeld                   | Kapel                     | 18e eeuw (mariabeeld)                                                  |                                 | Lodderdijk bij 24           | 51° 33' 41" NB, 5° 41' 54" OL | 16054  | Meer afbeeldingen                                                                  |
| De Volksvriend                                                                                 | Industrie- en poldermolen | 1887                                                                   |                                 | Oudestraat 86               | 51° 32' 48" NB, 5° 41' 25" OL | 16055  | Meer afbeeldingen                                                                  |
| Den Hubert                                                                                     | Woonhuis                  | 18e eeuw                                                               |                                 | Ruijschenberghstraat 6      | 51° 33' 22" NB, 5° 40' 51" OL | 16056  | Meer afbeeldingen                                                                  |
| De Bijenkorf                                                                                   | Industrie- en poldermolen | 1665/1908                                                              |                                 | Den Elding 2                | 51° 33' 48" NB, 5° 40' 47" OL | 16057  | Meer afbeeldingen                                                                  |
| Sint Antoniuskapel                                                                             | Kapel                     | 1841                                                                   |                                 | Deel 94                     | 51° 33' 59" NB, 5° 41' 14" OL | 16058  | Meer afbeeldingen                                                                  |
| St. Jan de Doper: rooms katholieke kerkhof                                                     | Begraafplaats en -onderdl | 1903                                                                   |                                 | Kerkstraat tegenover 4      | 51° 33' 18" NB, 5° 40' 45" OL | 518072 | St. Jan de Doper: rooms katholieke kerkhof                                         |
| St. Jan de Doper: ommuring en hekwerk van kerkhof                                              | Begraafplaats en -onderdl | 1903                                                                   |                                 | Kerkstraat tegenover 4      | 51° 33' 18" NB, 5° 40' 45" OL | 518073 | St. Jan de Doper: ommuring en hekwerk van kerkhof                                  |
| Voormalig gemeentehuis                                                                         | Woonhuis                  | 1860 (woonhuis) 1885 (gemeentehuis)                                    | Dreesen                         | Kerkstraat 8                | 51° 33' 19" NB, 5° 40' 53" OL | 518075 | Meer afbeeldingen                                                                  |
| Woonhuis, gebouwd in een eclectische stijl                                                     | Woonhuis                  | 1860                                                                   |                                 | Kerkstraat 12               | 51° 33' 19" NB, 5° 40' 53" OL | 518076 | Meer afbeeldingen                                                                  |
| Langgevelboerderij                                                                             | Boerderij                 | 1898                                                                   |                                 | Lodderdijk 33               | 51° 33' 44" NB, 5° 42' 6" OL  | 518078 | Meer afbeeldingen                                                                  |
| Dienstwoning                                                                                   | Dienstwoning              | 1898                                                                   |                                 | Lodderdijk bij 33           | 51° 33' 44" NB, 5° 42' 6" OL  | 518079 | Dienstwoning                                                                       |
| Latijnse School                                                                                | Onderwijs en wetenschap   | 1887                                                                   |                                 | Ruijschenberghstraat 3a     | 51° 33' 25" NB, 5° 40' 54" OL | 518081 | Meer afbeeldingen                                                                  |
| Woonhuis, eenlaags blokvormig pand onder plat dak met dakschilden gedekt met leien             | Woonhuis                  | 1887-1891                                                              |                                 | Ruijschenberghstraat bij 3b | 51° 33' 25" NB, 5° 40' 54" OL | 518082 | Woonhuis, eenlaags blokvormig pand onder plat dak met dakschilden gedekt met leien |
| Villa Polder                                                                                   | Woonhuis                  | 1884                                                                   |                                 | Heuvel 4                    | 51° 32' 55" NB, 5° 41' 3" OL  | 518094 | Meer afbeeldingen                                                                  |
| Langgevelboerderij, voormalige kasteelboerderij                                                | Boerderij                 | tweede helft 19e eeuw                                                  |                                 | De Hoef 1                   | 51° 33' 10" NB, 5° 40' 30" OL | 518096 | Meer afbeeldingen                                                                  |
| Winkel-woonhuis aan de Kerkstraat, deel van oude lintstructuur                                 | Woonhuis                  | 1922                                                                   |                                 | Kerkstraat 3                | 51° 33' 19" NB, 5° 40' 54" OL | 518097 | Winkel-woonhuis aan de Kerkstraat, deel van oude lintstructuur                     |
| Postkantoor met directeurswoning, nu met horecabestemming                                      | Overheidsgebouw           | 1893-1894                                                              |                                 | Kerkstraat 60               | 51° 33' 22" NB, 5° 40' 53" OL | 518098 | Meer afbeeldingen                                                                  |
| Kapel                                                                                          | Kapel                     | 1911                                                                   |                                 | Op hoek Kruiseind. (bij)    | 51° 33' 40" NB, 5° 40' 44" OL | 518099 | Meer afbeeldingen                                                                  |
| St. Jan de Doper: aanleg                                                                       | Begraafplaats en -onderdl | 1903                                                                   |                                 | Kerkstraat tegenover 4      | 51° 33' 18" NB, 5° 40' 45" OL | 525830 | St. Jan de Doper: aanleg                                                           |
| St. Jan de Doper: calvarieberg                                                                 | Begraafplaats en -onderdl | 1903                                                                   |                                 | Kerkstraat tegenover 4      | 51° 33' 18" NB, 5° 40' 45" OL | 525831 | Meer afbeeldingen                                                                  |
| Kasteel Gemert: Hoofdgebouw                                                                    | Kasteel, buitenplaats     | 14e eeuw                                                               |                                 | Ridderplein 15-17           | 51° 33' 14" NB, 5° 40' 51" OL | 529545 | Meer afbeeldingen                                                                  |
| Kasteel Gemert: Historisch tuin- en parkaanleg                                                 | Tuin, park en plantsoen   | 17e-19e eeuw                                                           |                                 | Ridderplein 15              | 51° 33' 14" NB, 5° 40' 51" OL | 529546 | Meer afbeeldingen                                                                  |
| Kasteel Gemert: Toegangshek en keienbestrating                                                 | Tuin, park en plantsoen   | 18e eeuw                                                               |                                 | Ridderplein 15              | 51° 33' 14" NB, 5° 40' 51" OL | 529547 | Meer afbeeldingen                                                                  |
| Kasteel Gemert: Poortgebouw (zuidzijde)                                                        | Bijgebouwen kastelen enz. | 1607                                                                   |                                 | Ridderplein 11              | 51° 33' 14" NB, 5° 40' 51" OL | 529548 | Meer afbeeldingen                                                                  |
| Kasteel Gemert: Voorburcht bestaande uit brug, poort en donjon met "nieuwbouw" en Jezuïtenbouw | Bijgebouwen kastelen enz. | 15e eeuw (donjon), 1548 (poort), Jezuïtenbouw (1907), nieuwbouw (1941) | J. Dony (1907), J. Magis (1941) | Ridderplein 13              | 51° 33' 14" NB, 5° 40' 51" OL | 529549 | Meer afbeeldingen                                                                  |
| Kasteel Gemert: Botenhuis                                                                      | Bijgebouwen kastelen enz. | 1870                                                                   |                                 | Ridderplein 15              | 51° 33' 14" NB, 5° 40' 51" OL | 529550 | Meer afbeeldingen                                                                  |
| Kasteel Gemert: Boogbrug (noordzijde)                                                          | Tuin, park en plantsoen   | 19e eeuw                                                               |                                 | Ridderplein 15              | 51° 33' 14" NB, 5° 40' 51" OL | 529551 | Upload foto                                                                        |
| Kasteel Gemert: Ommuurde moestuin                                                              | Tuin, park en plantsoen   | 19e eeuw                                                               |                                 | Ridderplein 15              | 51° 33' 14" NB, 5° 40' 51" OL | 529552 | Meer afbeeldingen                                                                  |
| Kasteel Gemert: Smeedijzeren toegangshek                                                       | Tuin, park en plantsoen   | 1740                                                                   |                                 | Ridderplein 15              | 51° 33' 14" NB, 5° 40' 51" OL | 529553 | Meer afbeeldingen                                                                  |
| Kasteel Gemert: Libermannkapel                                                                 | Kapel                     | 1954                                                                   | J. Magis                        | Ridderplein 15              | 51° 33' 14" NB, 5° 40' 51" OL | 529554 | Meer afbeeldingen                                                                  |